# Ngagara
Ngagara  är en zon (kommundel) i Burundis största stad Bujumbura. Den hör till kommunen Ntahangwa och fungerade mellan 2005 och 2014 som en egen kommun.